# Удомельский район
Удомельский район — район, существовавший в Тверской области России с 1929 до 2015 гг., а также соответствующий ему одноимённый муниципальный район, упразднённый 19 декабря 2015 года.
В рамках административно-территориального устройства области, на его территории образована административно-территориальная единица, соответствующая категории округ.
В рамках муниципального устройства, в границах упразднённого муниципального района 19 декабря 2015 года образовано новое муниципальное образование Удо́мельский городской округ.
Административный центр — город Удомля, наделён статусом города окружного значения.

## География
Удомельский район расположен в северной части Тверской области. Район находится на северо-восточных отрогах Валдайской возвышенности, называемых Лесной (или Удомельско-Лесной) грядой. По этим возвышенностям проходит водораздел между Балтийским и Каспийскими морями, между водосборными площадями р. Волги и Невы.
Район занимает площадь 2476,2 км². На севере район граничит с Новгородской областью, на западе — с Бологовским, на юге — с Вышневолоцким, на востоке — с Максатихинским, на северо-востоке — с Лесным районами Тверской области.
Основные реки — Мста и Съежа.

## Население
Район
| 1939    | 1959    | 1970    | 1979    | 1989    | 2002    | 2006    |
| ------- | ------- | ------- | ------- | ------- | ------- | ------- |
| 36 872  | ↘23 930 | ↗25 954 | ↗27 212 | ↘12 426 | ↘10 401 | ↘9700   |
| 2009    | 2010    | 2011    | 2012    | 2013    | 2014    | 2015    |
| ↗40 934 | ↘40 292 | ↘40 148 | ↘39 882 | ↘39 542 | ↘39 112 | ↘38 368 |
| 2016    | 2017    | 2018    | 2019    | 2020    | 2021    | 2023    |
| ↘38 011 | ↘37 678 | ↘36 833 | ↘35 980 | ↘35 391 | ↘30 797 | ↘30 006 |

Городской округ
| 1939    | 1959    | 1970    | 1979    | 1989    | 2002    | 2006    |
| ------- | ------- | ------- | ------- | ------- | ------- | ------- |
| 36 872  | ↘23 930 | ↗25 954 | ↗27 212 | ↘12 426 | ↘10 401 | ↘9700   |
| 2009    | 2010    | 2011    | 2012    | 2013    | 2014    | 2015    |
| ↗40 934 | ↘40 292 | ↘40 148 | ↘39 882 | ↘39 542 | ↘39 112 | ↘38 368 |
| 2016    | 2017    | 2018    | 2019    | 2020    | 2021    | 2023    |
| ↘38 011 | ↘37 678 | ↘36 833 | ↘35 980 | ↘35 391 | ↘30 797 | ↘30 006 |

В середине XIX в. на территории района проживало около 30 тыс. человек, на рубеже XIX и XX вв. численность населения достигла почти 45 тыс. человек, в 1914 г. — почти 50 тыс. человек. С 1914 по 1922 гг. произошло небольшое снижение численности. Примерно с 1925 г. шло непрерывное увеличение населения, превысившее к 1941 г. 60 тыс. человек. Массовая гибель людей на фронтах Великой Отечественной войны, отток населения в промышленные города в послевоенное время привели к затяжному спаду численности к 1975 г. до 26 тыс. человек (то есть в 2,4 раза). Только с 1975 г., в период 1980—1990 гг. с началом строительства Калининской АЭС начался медленный прирост населения, а затем — бурное увеличение его численности. Увеличение населения шло в основном за счёт прибывавших со всех концов Советского Союза строителей АЭС. Быстро росло городское население. Численность сельского населения продолжала сокращаться. Численность городского и сельского населения стабилизировалась к 1990 г.
В настоящее время в районе преобладает городское население (77 %), как и в Тверской области в целом. Однако ещё в 1980 г. доля сельского населения составляла 52 %.
Смертность в Удомельском районе примерно в два раза превышает среднюю по стране и имеет тенденцию к росту. Общая смертность в 2007 году составляла (согласно ОВОС ТАЭС, книга 2 стр. 123) 32,4 чел. на 1000 населения (в Тверской области в 2006 году смертность составила 21,8 чел. на 1000 человек («Караван», 10.12.2008 г.), в России — 16).
По итогам переписи населения 2020 года проживали следующие национальности (национальности менее 0,1 % и другое, см. в сноске к строке «Другие»):
| Национальность | Численность, чел. | Доля     |
| -------------- | ----------------- | -------- |
| Русские        | 22 653            | 73,56 %  |
| Украинцы       | 230               | 0,75 %   |
| Татары         | 190               | 0,62 %   |
| Армяне         | 137               | 0,44 %   |
| Азербайджанцы  | 120               | 0,39 %   |
| Цыгане         | 72                | 0,23 %   |
| Белорусы       | 68                | 0,22 %   |
| Чуваши         | 60                | 0,19 %   |
| Узбеки         | 49                | 0,16 %   |
| Немцы          | 44                | 0,14 %   |
| Чеченцы        | 40                | 0,13 %   |
| Другие         | 7134              | 23,17 %  |
| Итого          | 30 797            | 100,00 % |

## История
До прихода славвян эти земли были заселены балтскими и прибалтийско-финскими племенами.
Археологом И. В. Ислановой в Удомельском Поозерье были выявлены памятники «удомельского типа» V-VIII веков нашей эры, в которых встречается реберчатая керамика, возможно, имеющая прототипы в позднедьяковских или мощинских древностях. Население, оставившее эти памятники, могло говорить на раннеславянском языке и приняло участие в формировании культуры новгородских сопок (словене новгородские).
Впервые слово «Удомля», как название местности, упомянута в летописях Великого Новгорода в 1478 году — Москва вела перепись присоединенных новгородских земель. Удомельская волость входила в состав Тверской половины Бежецкой пятины Великого Новгорода.
До 1929 года удомельские земли входили в состав Вышневолоцкого уезда.
Удомельский район был образован 12 июля 1929 года в составе Тверского округа Московской области. В состав район первоначально вошли Алфимовский, Анкудиниховский, Астафьевский, Белоховский, Березновский, Больше-Званский, Брусовский, Будённовский, Быковский, Верляевский, Глазацкий, Грибинский, Дерягинский, Добрынинский, Доронинский, Дубровский, Дягилевский, Елманогорский, Еремковский, Захаровский, Зиновьевский, Ивановский, Иловский, Казаровский, Князевский, Копачевский, Лайковский, Липенский, Лишутинский, Лугининский, Мальцевский, Матренинский, Михайловский, Млевский, Молдинский, Мстинский, Мушинский, Ножкинский, Озеро-Горский, Октябрьский, Пашневский, Перховский, Поддубьевский, Погорельский, Подсосенский, Полянский, Пономаревский, Поповский, Починский, Рогозинский, Рудеевский, Рядский, Сельцо-Карельский, Сергинский, Сленковский, Сменовский, Сосновский, Старорядский, Сухаревский, Удомельский, Учениковский, Хмелевский, Хотеновский, Шебано-Горский, Шишеловский, Юринский, Юрьевский-Горский и Яковлевский сельсоветы.
29 января 1935 года Удомельский район вошёл в состав Калининской области.
14 ноября 1960 года к Удомельскому району была присоединена часть территории упразднённого Брусовского района.

## Муниципальное устройство

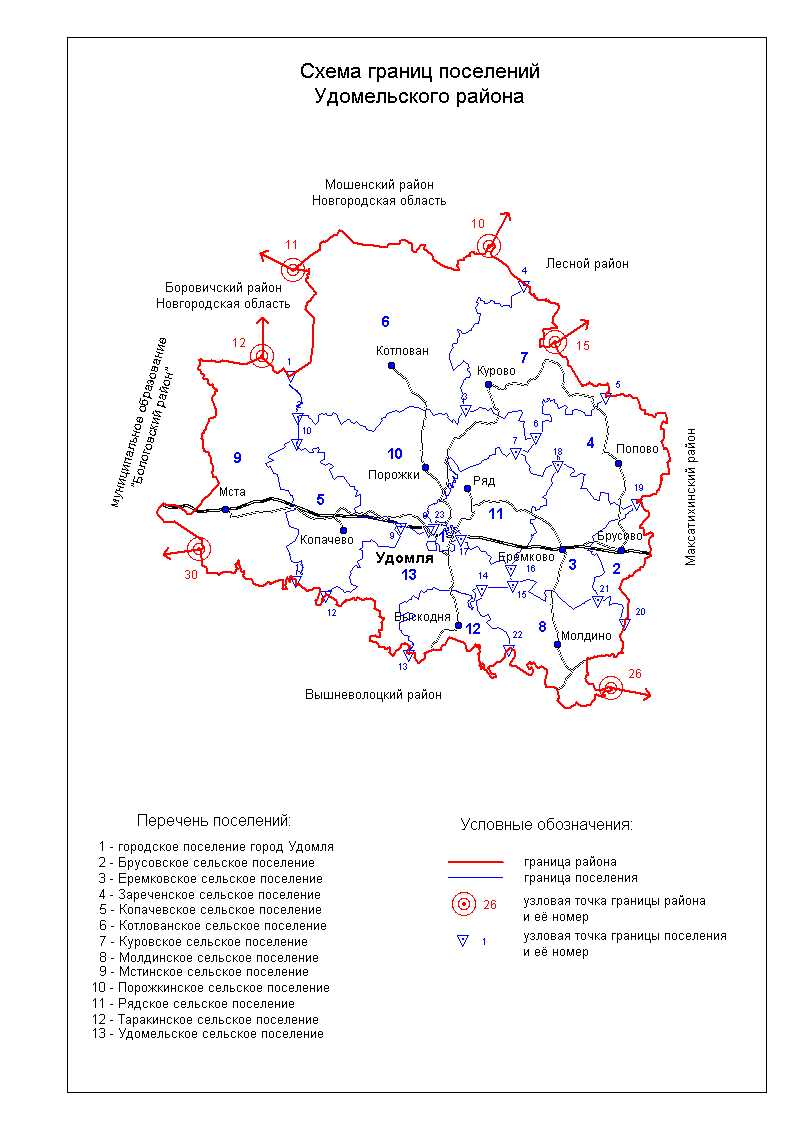
Схема границ муниципальных образований (до 2014 года)

С 2006 года в состав муниципального района входило 13 поселений, из них 1 городское и 12 сельских.
Законом Тверской области от 8 октября 2014 года № 75-ЗО, муниципальные образования Таракинское и Удомельское сельские поселения были преобразованы, путём их объединения, во вновь образованное муниципальное образование Удомельское сельское поселение.
Законом Тверской области от 7 декабря 2015 года № 117-ЗО, 18 декабря 2015 года все муниципальные образования Удомельского района были преобразованы в Удомельский городской округ.
С 2014 до 2015 гг. в муниципальном районе было 12 муниципальных образований, из них 1 городское и 11 сельских поселений:
| №        | Упразднённое муниципальное образование | Административный центр | Количество населённых пунктов | Население, чел. | Площадь, км² |
| -------- | -------------------------------------- | ---------------------- | ----------------------------- | --------------- | ------------ |
| 1e-06    | Городское поселение:                   |                        |                               |                 |              |
| 1        | город Удомля                           | город Удомля           | 1                             | ↘25 950         | 11,32        |
| 1.000002 | Сельские поселения:                    |                        |                               |                 |              |
| 2        | Брусовское сельское поселение          | посёлок Брусово        | 8                             | ↘1008           | 50,94        |
| 3        | Еремковское сельское поселение         | село Еремково          | 22                            | ↘710            | 113,05       |
| 4        | Зареченское сельское поселение         | деревня Попово         | 18                            | ↘311            | 163,62       |
| 5        | Копачёвское сельское поселение         | деревня Копачёво       | 14                            | ↘489            | 135,11       |
| 6        | Котлованское сельское поселение        | село Котлован          | 41                            | ↘1150           | 29,33        |
| 7        | Куровское сельское поселение           | деревня Курово         | 15                            | ↘264            | 140,40       |
| 8        | Молдинское сельское поселение          | село Молдино           | 20                            | ↘848            | 126,03       |
| 9        | Мстинское сельское поселение           | посёлок Мста           | 33                            | ↘912            | 12,36        |
| 10       | Порожкинское сельское поселение        | деревня Порожки        | 38                            | ↘1112           | 197,32       |
| 11       | Рядское сельское поселение             | деревня Ряд            | 12                            | ↘785            | 154,49       |
| 12       | Удомельское сельское поселение         | город Удомля           | 36                            | ↗1558           | 188,69       |

## Населённые пункты
В состав городского округа (до 19 декабря 2015 года — муниципального района и соответствующего района) входят 258 населённых пунктов:
| №   | Населённый пункт         | Тип                     | Население | муниципальное образование до упразднения 2015 года |
| --- | ------------------------ | ----------------------- | --------- | -------------------------------------------------- |
| 1   | Аграфенино               | деревня                 | ↘22       | Удомельское сельское поселение                     |
| 2   | Адамово                  | деревня                 | 16        | Котлованское сельское поселение                    |
| 3   | Аксово                   | деревня                 | 0         | Куровское сельское поселение                       |
| 4   | Акулово                  | деревня                 | 16        | Порожкинское сельское поселение                    |
| 5   | Александрово             | деревня                 | ↘7        | Удомельское сельское поселение                     |
| 6   | Анисимово                | деревня                 | 8         | Копачёвское сельское поселение                     |
| 7   | Анкудиниха               | деревня                 | 0         | Рядское сельское поселение                         |
| 8   | Анютино                  | деревня                 | 1         | Рядское сельское поселение                         |
| 9   | Артемьево                | деревня                 | 52        | Котлованское сельское поселение                    |
| 10  | Архангельское            | деревня                 | 1         | Копачёвское сельское поселение                     |
| 11  | Бабино                   | деревня                 | 1         | Мстинское сельское поселение                       |
| 12  | Белохово                 | деревня                 | 15        | Порожкинское сельское поселение                    |
| 13  | Бельтенево               | деревня                 | 48        | Мстинское сельское поселение                       |
| 14  | Бережок                  | деревня                 | ↘10       | Порожкинское сельское поселение                    |
| 15  | Березно                  | деревня                 | 1         | Куровское сельское поселение                       |
| 16  | Бобылиха                 | деревня                 | 1         | Зареченское сельское поселение                     |
| 17  | Боглаево                 | деревня                 | 6         | Котлованское сельское поселение                    |
| 18  | Бойково                  | деревня                 | 8         | Копачёвское сельское поселение                     |
| 19  | Большая Званица          | деревня                 | 36        | Мстинское сельское поселение                       |
| 20  | Бордаево                 | деревня                 | 0         | Котлованское сельское поселение                    |
| 21  | Боронатово               | деревня                 | 1         | Котлованское сельское поселение                    |
| 22  | Бочково                  | деревня                 | 0         | Еремковское сельское поселение                     |
| 23  | Бочурино                 | деревня                 | ↘30       | Удомельское сельское поселение                     |
| 24  | Братаново                | деревня                 | ↘7        | Удомельское сельское поселение                     |
| 25  | Братское                 | деревня                 | 10        | Брусовское сельское поселение                      |
| 26  | Брусово                  | посёлок                 | ↘959      | Брусовское сельское поселение                      |
| 27  | Бряково                  | деревня                 | ↘16       | Удомельское сельское поселение                     |
| 28  | Быки                     | деревня                 | 22        | Куровское сельское поселение                       |
| 29  | Быково                   | деревня                 | ↘6        | Удомельское сельское поселение                     |
| 30  | Бычиха                   | деревня                 | 5         | Зареченское сельское поселение                     |
| 31  | Ванюнькино               | деревня                 | 1         | Порожкинское сельское поселение                    |
| 32  | Васильево                | деревня                 | 7         | Порожкинское сельское поселение                    |
| 33  | Васьково                 | деревня                 | 60        | Куровское сельское поселение                       |
| 34  | Ватутино                 | деревня                 | ↘21       | Удомельское сельское поселение                     |
| 35  | Венецианово              | деревня                 | →21       | Зареченское сельское поселение                     |
| 36  | Верескуново              | деревня                 | ↗64       | Порожкинское сельское поселение                    |
| 37  | Власово                  | деревня                 | 6         | Зареченское сельское поселение                     |
| 38  | Волчихово                | деревня                 | 11        | Рядское сельское поселение                         |
| 39  | Ворониха                 | деревня                 | 5         | Еремковское сельское поселение                     |
| 40  | Вороново                 | деревня                 | 0         | Куровское сельское поселение                       |
| 41  | Воронцово                | деревня                 | 1         | Молдинское сельское поселение                      |
| 42  | Всесвятское              | деревня                 | 8         | Еремковское сельское поселение                     |
| 43  | Выскодня                 | деревня                 | ↘159      | Удомельское сельское поселение                     |
| 44  | Вышково                  | деревня                 | 14        | Еремковское сельское поселение                     |
| 45  | Гаврильцево              | деревня                 | 0         | Котлованское сельское поселение                    |
| 46  | Гайново                  | деревня                 | 13        | Порожкинское сельское поселение                    |
| 47  | Галичено                 | деревня                 | ↘11       | Удомельское сельское поселение                     |
| 48  | Ганино                   | деревня                 | 1         | Мстинское сельское поселение                       |
| 49  | Гарусово                 | деревня                 | 6         | Порожкинское сельское поселение                    |
| 50  | Гирино                   | деревня                 | 0         | Копачёвское сельское поселение                     |
| 51  | Глазачи                  | деревня                 | 14        | Копачёвское сельское поселение                     |
| 52  | Гоголино                 | деревня                 | 0         | Мстинское сельское поселение                       |
| 53  | Голубково                | деревня                 | 42        | Еремковское сельское поселение                     |
| 54  | Городище                 | деревня                 | 87        | Мстинское сельское поселение                       |
| 55  | Городки                  | деревня                 | ↘14       | Удомельское сельское поселение                     |
| 56  | Горшуха                  | деревня                 | 7         | Брусовское сельское поселение                      |
| 57  | Горы                     | деревня                 | 9         | Еремковское сельское поселение                     |
| 58  | Грешнево                 | деревня                 | 7         | Котлованское сельское поселение                    |
| 59  | Гриблянка                | посёлок                 | 69        | Копачёвское сельское поселение                     |
| 60  | Грибны                   | деревня                 | ↘66       | Копачёвское сельское поселение                     |
| 61  | Григорево                | деревня                 | 1         | Порожкинское сельское поселение                    |
| 62  | Демьяниха                | деревня                 | 1         | Куровское сельское поселение                       |
| 63  | Дерягино                 | деревня                 | ↘171      | Удомельское сельское поселение                     |
| 64  | Дмитровка                | деревня                 | 5         | Еремковское сельское поселение                     |
| 65  | Дмитрово                 | деревня                 | 1         | Мстинское сельское поселение                       |
| 66  | Доронино                 | деревня                 | 46        | Порожкинское сельское поселение                    |
| 67  | Дремуха                  | железнодорожная станция | 0         | Копачёвское сельское поселение                     |
| 68  | Дретуни                  | деревня                 | 10        | Порожкинское сельское поселение                    |
| 69  | Дубище                   | деревня                 | ↘6        | Удомельское сельское поселение                     |
| 70  | Дубники                  | деревня                 | ↘1        | Удомельское сельское поселение                     |
| 71  | Дягилево                 | деревня                 | ↘18       | Удомельское сельское поселение                     |
| 72  | Едутино                  | деревня                 | 53        | Еремковское сельское поселение                     |
| 73  | Ежиха                    | деревня                 | 23        | Брусовское сельское поселение                      |
| 74  | Елейкино                 | деревня                 | 0         | Куровское сельское поселение                       |
| 75  | Елманова-Горка           | деревня                 | ↘46       | Удомельское сельское поселение                     |
| 76  | Еремково                 | село                    | ↗301      | Еремковское сельское поселение                     |
| 77  | Жаворонково              | деревня                 | 7         | Котлованское сельское поселение                    |
| 78  | Железное                 | деревня                 | 9         | Котлованское сельское поселение                    |
| 79  | Желудово                 | деревня                 | 0         | Котлованское сельское поселение                    |
| 80  | Жеребцово                | деревня                 | 0         | Порожкинское сельское поселение                    |
| 81  | Загорье                  | деревня                 | ↘35       | Удомельское сельское поселение                     |
| 82  | Займище                  | деревня                 | 46        | Еремковское сельское поселение                     |
| 83  | Залучье                  | деревня                 | ↘57       | Мстинское сельское поселение                       |
| 84  | Заручье                  | деревня                 | 5         | Молдинское сельское поселение                      |
| 85  | Зарьково                 | деревня                 | 48        | Рядское сельское поселение                         |
| 86  | Заселище                 | деревня                 | 1         | Котлованское сельское поселение                    |
| 87  | Захарово                 | деревня                 | 1         | Мстинское сельское поселение                       |
| 88  | Зиновьево                | деревня                 | 0         | Порожкинское сельское поселение                    |
| 89  | Ивановское               | деревня                 | ↘189      | Удомельское сельское поселение                     |
| 90  | Иваньково                | деревня                 | 1         | Порожкинское сельское поселение                    |
| 91  | Иевково                  | деревня                 | ↗12       | Удомельское сельское поселение                     |
| 92  | Ильино                   | деревня                 | 6         | Молдинское сельское поселение                      |
| 93  | Ионино                   | деревня                 | 1         | Куровское сельское поселение                       |
| 94  | Ишутиха                  | деревня                 | 20        | Брусовское сельское поселение                      |
| 95  | Казикино                 | деревня                 | 154       | Мстинское сельское поселение                       |
| 96  | Каменец                  | деревня                 | 18        | Куровское сельское поселение                       |
| 97  | Каменка                  | деревня                 | 26        | Порожкинское сельское поселение                    |
| 98  | Карасино                 | деревня                 | 6         | Мстинское сельское поселение                       |
| 99  | Карманово                | деревня                 | 12        | Рядское сельское поселение                         |
| 100 | Касково                  | деревня                 | 178       | Порожкинское сельское поселение                    |
| 101 | Климатино                | деревня                 | 13        | Молдинское сельское поселение                      |
| 102 | Климовское               | деревня                 | 1         | Котлованское сельское поселение                    |
| 103 | Князево                  | деревня                 | 1         | Котлованское сельское поселение                    |
| 104 | Кожино                   | деревня                 | 7         | Мстинское сельское поселение                       |
| 105 | Колпинец                 | деревня                 | ↘5        | Удомельское сельское поселение                     |
| 106 | Копачёво                 | деревня                 | ↗251      | Копачёвское сельское поселение                     |
| 107 | Корякино                 | деревня                 | 8         | Порожкинское сельское поселение                    |
| 108 | Котлован                 | село                    | ↗326      | Котлованское сельское поселение                    |
| 109 | Крапивно                 | деревня                 | 0         | Котлованское сельское поселение                    |
| 110 | Красная Горка            | деревня                 | 1         | Молдинское сельское поселение                      |
| 111 | Красное                  | деревня                 | 19        | Брусовское сельское поселение                      |
| 112 | Красноселье              | деревня                 | 1         | Мстинское сельское поселение                       |
| 113 | Красный Май              | посёлок                 | 26        | Копачёвское сельское поселение                     |
| 114 | Кузнечики                | деревня                 | 0         | Молдинское сельское поселение                      |
| 115 | Кузьминское              | деревня                 | 224       | Котлованское сельское поселение                    |
| 116 | Курово                   | деревня                 | ↘109      | Куровское сельское поселение                       |
| 117 | Курьеваниха              | деревня                 | 0         | Мстинское сельское поселение                       |
| 118 | Лайково-Попово           | деревня                 | ↘218      | Удомельское сельское поселение                     |
| 119 | Лайково-Храповицкое      | деревня                 | ↘13       | Удомельское сельское поселение                     |
| 120 | Лебедиха                 | деревня                 | 8         | Зареченское сельское поселение                     |
| 121 | Леганок                  | хутор                   | 1         | Молдинское сельское поселение                      |
| 122 | Ледины                   | деревня                 | 8         | Котлованское сельское поселение                    |
| 123 | Липка                    | деревня                 | ↘12       | Удомельское сельское поселение                     |
| 124 | Липны                    | деревня                 | ↗110      | Котлованское сельское поселение                    |
| 125 | Липячи                   | деревня                 | 11        | Мстинское сельское поселение                       |
| 126 | Лишутино                 | деревня                 | 1         | Копачёвское сельское поселение                     |
| 127 | Лоховское                | деревня                 | 88        | Котлованское сельское поселение                    |
| 128 | Лубенькино               | деревня                 | 0         | Рядское сельское поселение                         |
| 129 | Лубеньковский            | посёлок                 | 104       | Порожкинское сельское поселение                    |
| 130 | Лугинино                 | деревня                 | 81        | Молдинское сельское поселение                      |
| 131 | Макарово                 | деревня                 | 0         | Зареченское сельское поселение                     |
| 132 | Максимовское             | деревня                 | 14        | Мстинское сельское поселение                       |
| 133 | Максиха                  | деревня                 | 35        | Зареченское сельское поселение                     |
| 134 | Малая Званица            | деревня                 | 9         | Мстинское сельское поселение                       |
| 135 | Малец                    | деревня                 | 35        | Молдинское сельское поселение                      |
| 136 | Манихино                 | деревня                 | ↘46       | Мстинское сельское поселение                       |
| 137 | Мануйлово                | деревня                 | 27        | Молдинское сельское поселение                      |
| 138 | Мартусы                  | деревня                 | 5         | Котлованское сельское поселение                    |
| 139 | Марьино                  | деревня                 | 1         | Зареченское сельское поселение                     |
| 140 | Маслово                  | деревня                 | ↘63       | Котлованское сельское поселение                    |
| 141 | Мастино                  | деревня                 | 56        | Зареченское сельское поселение                     |
| 142 | Матренино                | деревня                 | 0         | Котлованское сельское поселение                    |
| 143 | Маяк                     | деревня                 | 0         | Порожкинское сельское поселение                    |
| 144 | Микашиха                 | деревня                 | 0         | Зареченское сельское поселение                     |
| 145 | Милехино                 | деревня                 | 1         | Зареченское сельское поселение                     |
| 146 | Мининское                | деревня                 | 1         | Котлованское сельское поселение                    |
| 147 | Митронино                | деревня                 | 5         | Порожкинское сельское поселение                    |
| 148 | Митрошино                | деревня                 | 35        | Порожкинское сельское поселение                    |
| 149 | Михайлово                | деревня                 | 126       | Молдинское сельское поселение                      |
| 150 | Михайлово-Верескуновское | деревня                 | 37        | Порожкинское сельское поселение                    |
| 151 | Михалево                 | деревня                 | 22        | Молдинское сельское поселение                      |
| 152 | Мишнево                  | деревня                 | 202       | Порожкинское сельское поселение                    |
| 153 | Мишуги                   | деревня                 | 23        | Котлованское сельское поселение                    |
| 154 | Мишутино                 | деревня                 | 0         | Рядское сельское поселение                         |
| 155 | Млево                    | деревня                 | ↘27       | Мстинское сельское поселение                       |
| 156 | Молдино                  | село                    | ↘417      | Молдинское сельское поселение                      |
| 157 | Моржевец                 | деревня                 | ↗9        | Удомельское сельское поселение                     |
| 158 | Мосты                    | деревня                 | 32        | Порожкинское сельское поселение                    |
| 159 | Мотыли                   | деревня                 | ↘1        | Удомельское сельское поселение                     |
| 160 | Мста                     | посёлок                 | ↘268      | Мстинское сельское поселение                       |
| 161 | Мушино                   | деревня                 | ↗75       | Рядское сельское поселение                         |
| 162 | Найденка                 | деревня                 | 8         | Еремковское сельское поселение                     |
| 163 | Никулкино                | деревня                 | ↘56       | Удомельское сельское поселение                     |
| 164 | Новково                  | деревня                 | 56        | Еремковское сельское поселение                     |
| 165 | Ново-Альфимово           | деревня                 | 15        | Еремковское сельское поселение                     |
| 166 | Новое Заречье            | деревня                 | 1         | Зареченское сельское поселение                     |
| 167 | Ново-Еремково            | деревня                 | 35        | Еремковское сельское поселение                     |
| 168 | Ново-Кузьминское         | деревня                 | 6         | Котлованское сельское поселение                    |
| 169 | Новоселье                | деревня                 | 0         | Котлованское сельское поселение                    |
| 170 | Ножкино                  | деревня                 | ↘20       | Мстинское сельское поселение                       |
| 171 | Оболтино                 | деревня                 | 5         | Копачёвское сельское поселение                     |
| 172 | Овсяниково               | деревня                 | 33        | Котлованское сельское поселение                    |
| 173 | Озёра                    | деревня                 | ↗64       | Мстинское сельское поселение                       |
| 174 | Озерская Горка           | деревня                 | 14        | Мстинское сельское поселение                       |
| 175 | Ольховец                 | деревня                 | ↘0        | Удомельское сельское поселение                     |
| 176 | Оминово                  | деревня                 | 0         | Мстинское сельское поселение                       |
| 177 | Ондриково                | деревня                 | 5         | Зареченское сельское поселение                     |
| 178 | Остров                   | деревня                 | →6        | Удомельское сельское поселение                     |
| 179 | Островно                 | деревня                 | →28       | Порожкинское сельское поселение                    |
| 180 | Очеп                     | деревня                 | 1         | Порожкинское сельское поселение                    |
| 181 | Павлово                  | деревня                 | 0         | Порожкинское сельское поселение                    |
| 182 | Пальцево                 | деревня                 | ↘5        | Удомельское сельское поселение                     |
| 183 | Пашнево                  | деревня                 | 9         | Котлованское сельское поселение                    |
| 184 | Пеньково                 | деревня                 | 5         | Еремковское сельское поселение                     |
| 185 | Перевоз                  | деревня                 | 0         | Мстинское сельское поселение                       |
| 186 | Перхово                  | деревня                 | ↘11       | Удомельское сельское поселение                     |
| 187 | Петрово                  | деревня                 | 7         | Еремковское сельское поселение                     |
| 188 | Погорелец-Липенский      | деревня                 | 0         | Котлованское сельское поселение                    |
| 189 | Погорелец                | деревня                 | ↘1        | Удомельское сельское поселение                     |
| 190 | Поддубье                 | деревня                 | ↗6        | Молдинское сельское поселение                      |
| 191 | Покровское               | деревня                 | 22        | Молдинское сельское поселение                      |
| 192 | Полукарпово              | деревня                 | 10        | Молдинское сельское поселение                      |
| 193 | Поляны                   | деревня                 | 54        | Мстинское сельское поселение                       |
| 194 | Попово-Еремковское       | деревня                 | 1         | Еремковское сельское поселение                     |
| 195 | Попово                   | деревня                 | ↘115      | Зареченское сельское поселение                     |
| 196 | Порожки                  | деревня                 | ↘141      | Порожкинское сельское поселение                    |
| 197 | Речка                    | деревня                 | 1         | Куровское сельское поселение                       |
| 198 | Ровени                   | деревня                 | 8         | Мстинское сельское поселение                       |
| 199 | Роднево                  | деревня                 | 10        | Порожкинское сельское поселение                    |
| 200 | Родники                  | деревня                 | 55        | Молдинское сельское поселение                      |
| 201 | Рудеево                  | деревня                 | 13        | Порожкинское сельское поселение                    |
| 202 | Рыжково                  | деревня                 | 22        | Брусовское сельское поселение                      |
| 203 | Ряд                      | деревня                 | ↗578      | Рядское сельское поселение                         |
| 204 | Саминец                  | деревня                 | 36        | Рядское сельское поселение                         |
| 205 | Самсоново                | деревня                 | 0         | Порожкинское сельское поселение                    |
| 206 | Саниково                 | деревня                 | ↘78       | Удомельское сельское поселение                     |
| 207 | Свирка                   | деревня                 | 13        | Мстинское сельское поселение                       |
| 208 | Сельцо-Карельское        | деревня                 | ↘48       | Мстинское сельское поселение                       |
| 209 | Сергино                  | деревня                 | 25        | Еремковское сельское поселение                     |
| 210 | Сидорово                 | деревня                 | 50        | Котлованское сельское поселение                    |
| 211 | Сленково                 | деревня                 | 37        | Еремковское сельское поселение                     |
| 212 | Сменово                  | деревня                 | ↘36       | Удомельское сельское поселение                     |
| 213 | Снапугино                | деревня                 | 10        | Порожкинское сельское поселение                    |
| 214 | Сорокино                 | деревня                 | 12        | Порожкинское сельское поселение                    |
| 215 | Сосновица                | деревня                 | 16        | Молдинское сельское поселение                      |
| 216 | Стан                     | деревня                 | 22        | Порожкинское сельское поселение                    |
| 217 | Старо-Альфимово          | деревня                 | 0         | Еремковское сельское поселение                     |
| 218 | Старое                   | деревня                 | 41        | Еремковское сельское поселение                     |
| 219 | Старое Захарово          | деревня                 | 1         | Котлованское сельское поселение                    |
| 220 | Старое Комарно           | деревня                 | 0         | Котлованское сельское поселение                    |
| 221 | Староселье-Липенское     | деревня                 | 1         | Котлованское сельское поселение                    |
| 222 | Староселье               | деревня                 | 42        | Куровское сельское поселение                       |
| 223 | Стенецкое                | деревня                 | 17        | Порожкинское сельское поселение                    |
| 224 | Сытино                   | деревня                 | 42        | Зареченское сельское поселение                     |
| 225 | Тараки                   | деревня                 | ↗106      | Удомельское сельское поселение                     |
| 226 | Тарасиха                 | деревня                 | 1         | Котлованское сельское поселение                    |
| 227 | Токариха                 | деревня                 | 1         | Еремковское сельское поселение                     |
| 228 | Тормосово-Комарно        | деревня                 | 23        | Котлованское сельское поселение                    |
| 229 | Торфяное                 | посёлок                 | 21        | Копачёвское сельское поселение                     |
| 230 | Трестино                 | деревня                 | 1         | Рядское сельское поселение                         |
| 231 | Троица                   | деревня                 | 0         | Рядское сельское поселение                         |
| 232 | Трониха                  | хутор                   | 0         | Зареченское сельское поселение                     |
| 233 | Тупики                   | деревня                 | 1         | Куровское сельское поселение                       |
| 234 | Удино                    | деревня                 | ↘1        | Удомельское сельское поселение                     |
| 235 | Удомля                   | город                   | ↘25 950   | Городское поселение город Удомля                   |
| 236 | Устье                    | деревня                 | 20        | Куровское сельское поселение                       |
| 237 | Ушаково                  | деревня                 | 10        | Брусовское сельское поселение                      |
| 238 | Феднево                  | деревня                 | 5         | Котлованское сельское поселение                    |
| 239 | Федорково                | деревня                 | 15        | Котлованское сельское поселение                    |
| 240 | Феньково                 | деревня                 | 0         | Котлованское сельское поселение                    |
| 241 | Филиппково               | деревня                 | 21        | Зареченское сельское поселение                     |
| 242 | Филиппково-Липенское     | деревня                 | 1         | Котлованское сельское поселение                    |
| 243 | Фоминское                | деревня                 | 14        | Котлованское сельское поселение                    |
| 244 | Ханеево                  | деревня                 | 1         | Куровское сельское поселение                       |
| 245 | Хвалово                  | деревня                 | ↗12       | Удомельское сельское поселение                     |
| 246 | Хларево                  | деревня                 | 6         | Копачёвское сельское поселение                     |
| 247 | Хмельники                | деревня                 | 0         | Мстинское сельское поселение                       |
| 248 | Хотеново                 | деревня                 | 1         | Мстинское сельское поселение                       |
| 249 | Цветково                 | деревня                 | 10        | Молдинское сельское поселение                      |
| 250 | Черед                    | деревня                 | 36        | Котлованское сельское поселение                    |
| 251 | Шебанова Горка           | деревня                 | 0         | Мстинское сельское поселение                       |
| 252 | Шебаново                 | деревня                 | 6         | Мстинское сельское поселение                       |
| 253 | Шептуново                | деревня                 | 70        | Молдинское сельское поселение                      |
| 254 | Шиболино                 | деревня                 | 0         | Порожкинское сельское поселение                    |
| 255 | Шишелово                 | деревня                 | 44        | Зареченское сельское поселение                     |
| 256 | Щеберино                 | деревня                 | 24        | Порожкинское сельское поселение                    |
| 257 | Яковлево                 | деревня                 | 0         | Порожкинское сельское поселение                    |
| 258 | Ясная Поляна             | деревня                 | ↘8        | Удомельское сельское поселение                     |

25 мая 2019 года распоряжением Правительства РФ переименованы деревни Михайлово в Михайлово-Верескуновское, Погорелец в Погорелец-Липенский, Попово в Попово-Еремковское, Староселье в Староселье-Липенское, Филиппково в Филиппково-Липенское.
Упразднённые населённые пункты: деревня Абакумово, деревня Лысцово, деревня Щербаки.

## Экономика
Крупнейшее предприятие района — Калининская АЭС, расположенная на берегу озера Удомля недалеко от города Удомля.
Объём отгрузки промышленной продукции в 2007 году по Удомельскому району составил 14,1 млрд рублей, район занимает второе место в области после Твери по объёму отгрузки промышленной продукции, удельный вес в областном объёме продукции — 11,9 %.
Конечно, нашим крупнейшим предприятием является Калининская АЭС: её удельный вес в общем объёме выпуска продукции района составляет 95,7 %. По итогам 2007 года предприятием выработано 22654 млн  кВт⋅ч электроэнергии.

## Транспорт
Через район проходит однопутная железнодорожная линия «Бологое—Сонково».
На территории района расположены железнодорожные станции — Брусничное, Мста, Красная Будка, Дремуха, Гриблянка, Панышино, Удомля, Алфимово, Еремково, Брусово.

## Культура
В Удомельском крае в разное время жили и работали:
- художник Алексей Гаврилович Венецианов (1780—1847). Работал с 1819 по 1847 годы, сначала в сельце Трониха, а с 1832 года — в Сафонково. В Удомельском крае им были написаны все основные картины, среди которых: «Гумно», «На пашне. Весна», «На жатве. Лето», «Спящий пастушок» и др.[36].
- художник Григорий Васильевич Сорока (1823—1864). На удомельской земле им были написаны картины: «Гумно», «Кабинет в Островках», «Вид на озере Молдино в усадьбе Островки», «Автопортрет» и другие.
- художник Исаак Ильич Левитан (1860—1900). На озере Островно и на соседнем озере Удомля он пишет этюды к картине «Над вечным покоем», цикл работ пастелью, картины «Март» и «Золотая осень»[37].
- писатель Антон Павлович Чехов (1860—1904). По удомельским впечатлениям им был написан рассказ «Дом с мезонином», пьеса «Чайка»[37][38].
- музыкант, композитор, виртуоз-балалаечник Василий Васильевич Андреев (1861—1918). Провёл в родовом поместье Марьино (Молдинское с.п.) молодые годы.
- художник Витольд Каэтанович Бялыницкий-Бируля (1872—1957). Здесь им написано большинство картин: «Час тишины», «Вечер юного мая», «Дом с клумбой перед ним» и др.
- Станислав Юлианович Жуковский (1873—1944): «Плотина», «Радостный май», «В старом доме» и др.
- Александр Викторович Моравов (1878—1951): «Старый зал. Островно», «Заседание комитета бедноты», «В волостном загсе», «Подсчёт трудодней» и др.
- Николай Петрович Богданов-Бельский (1868—1945): «Новые хозяева», «Именины учительницы», «У перевоза», «Подношение» и др[39].
- физик, электротехник, изобретатель в области радиосвязи Александр Степанович Попов. Проживал в своём имении в деревне Лайково. Эта деревня теперь носит его имя и называется Лайково-Попово.

Музеи:
- Удомельский краеведческий музей;
- Дача «Чайка» на озере Удомля, филиал Тверской областной картинной галереи (усадьба художника В. К. Бялыницкого-Бируля).

Православные храмы:
- г. Удомля — Князь-Владимирский собор;
- с. Млево — Спасо-Георгиевский храм, сохранился дореволюционный некрополь;
- с. Сельцо-Карельское;
- с. Котлован — сохранился дореволюционный некрополь;
- с. Троица — Богоявленский собор, сохранился дореволюционный некрополь;
- с. Дубровское (Венецианово) — сохранился дореволюционный некрополь.